# Hasle Boldklub
Hasle Boldklub (eller HB) er en dansk fodboldklub beliggende i Aarhus, som blev stiftet den 7. maj 1922. Klubben har tidligere haft boksning, gymnastik og håndbold på programmet. Klubben er medlem af Jydsk Boldspil-Union, og derigennem Dansk Boldspil-Union, og dets hold afvikler deres hjemmebanekampe og træning på tre græsbaner og en grusbane ved Ellekærskolen, hvor klubhuset også befinder sig.

## Ekstern henvisning
- Hasle Boldklubs officielle hjemmeside

| Fodbold | Spire Denne artikel om en dansk fodboldklub er en spire som bør udbygges. Du er velkommen til at hjælpe Wikipedia ved at udvide den. |